# Mark Lehner
Mark Lehner (né en 1950 dans le Dakota du Nord) est un archéologue-égyptologue nord-américain.
Mark Lehner est allé la première fois en Égypte en tant qu'étudiant dans les années 1970. Intrigué par le sphinx, Lehner a « constaté que [ses] préconceptions sur la civilisation antique du Nil ne cadraient pas avec la réalité concrète du plateau de Gizeh ». Il s'est orienté vers une méthode scientifique ; sa thèse de doctorat, en 1991, fut « Archéologie d'une image : Le grand sphinx de Gizeh ». Il a passé cinq ans à examiner et dessiner la célèbre statue censée représenter Khéphren. Mais pour d'autres archéologues et égyptologues dont Rainer Stadelmann, le sphinx représenterait Khéops.
The Complete Pyramids est un catalogue approfondi de nombreux sites de pyramides d'Égypte.

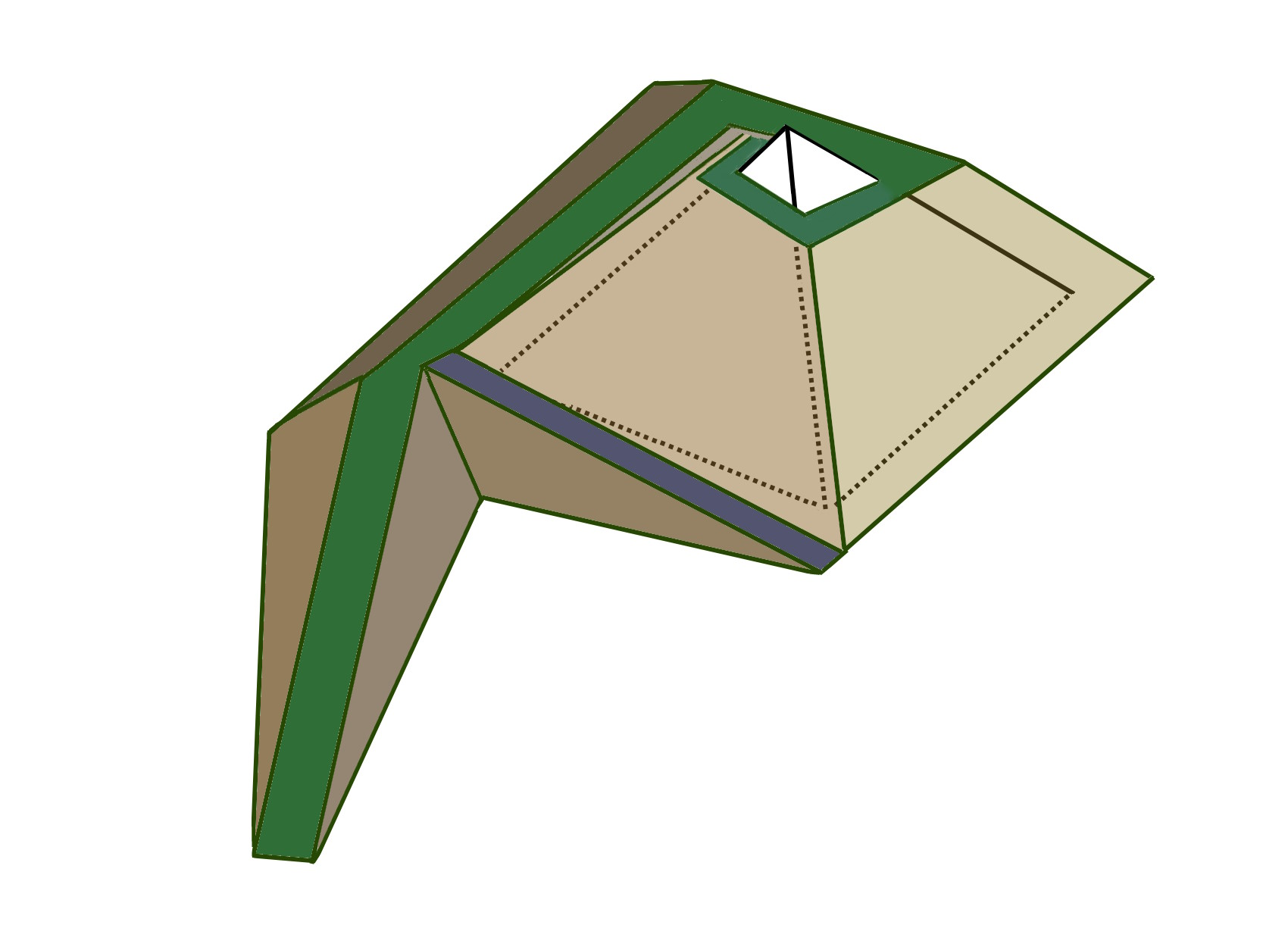
Modèle de rampe de Mark Lehner

En 1985, il a publié une proposition visant à construire la pyramide de Khéops en utilisant deux rampes. La rampe extérieure commence au sud des carrières et mène au coin sud-ouest de la pyramide. La deuxième rampe commence au coin sud-est et se jette dans la rampe extérieure. À partir du point de fusion, la rampe monte en spirale.

## Documentaires
- 2013 : Les Énigmes du Sphinx avec Zahi Hawass.
- 2019 : Les étonnantes techniques des bâtisseurs de la pyramide de Khéops[3] avec Zahi Hawass.

## Publications
- (en) The Complete Pyramids, Thames & Hudson, 1997,  (ISBN 0-50-005084-8)